# 1 E5 m
Pour aider à comparer les ordres de grandeur des différentes longueurs, voici une liste de longueurs de l'ordre de 105 m, soit 100 km :
- 100 km : altitude à partir de laquelle la Fédération aéronautique internationale considère qu'un vol spatial commence
- le 100 km est une épreuve d'ultrafond
- 119 km : diamètre de l'astéroïde (5) Astrée
- 130 km : portée d'un missile Scud-A
- 136 km : diamètre de l'astéroïde (8) Flore
- 160 km : la distance la plus courte entre la Corse et le continent, de Cap Martin à la pointe de Rebella
- 185 km : diamètre de l'astéroïde (6) Hébé
- 190 km : diamètre de Sycorax, un satellite d'Uranus
- 200 km : diamètre des astéroïdes (7) Iris et (9) Métis
- 213 km : longueur du métro de Paris
- 220 km : diamètre de Phœbé, un satellite de Saturne
- 223 km : longueur du métro de Madrid
- 234 km : diamètre de l'astéroïde (3) Junon
- 266 km : diamètre moyen d'Hypérion, un satellite de Saturne
- 300 km : portée d'un missile Scud-B
- 386 km : altitude de la station spatiale internationale
- 407 km : diamètre de l'astéroïde (10) Hygie
- 408 km : longueur du métro de Londres
- 430 km : longueur des Pyrénées
- 468 km : diamètre de l'astéroïde (4) Vesta
- 600 km : altitude du télescope spatial Hubble
- 946 km : diamètre de l'astéroïde (1) Cérès, le plus grand astéroïde connu